# Quint Cecili Crètic Silà
Quint Cecili Crètic Silà (en llatí Quintus Caecilius Creticus Silanus) era un magistrat romà. Tàcit l'anomena només Crètic Silà.
Va ser nomenat governador romà per dirigir la província de Síria l'any 16 succeint a Publi Sulpici Quirí. Però va ser destituït per Tiberi l'any 17 per la connexió de la seva família amb Germànic Cèsar, ja que una filla de Silà estava promesa a Neró Cèsar el fill gran de Germànic. Dels seus noms, Creticus Silanus, s'ha conjecturat que originalment formava part de la gens Júnia però que va ser adoptat per la gens Cecília. Podria ser la mateixa persona que Quint Cecili Metel Crètic (cònsol l'any 7), i en aquest cas, el seu nom complet hauria estat Quintus Caecilius Metellus Creticus Silanus.